# 第二利根川船
第二利根川船(だいにとねがわせん)は、日本海軍の運輸船。
艦名は利根川から採る。

## 艦型
木造外輪船で第一利根川船の姉妹船であるが、
船体主要寸法が若干違う。
『横須賀海軍船廠史』の利根川丸の艦型図によるとマストは装備していないが、
マスト1本、
または2本の記録がある。
機関は第一利根川丸と同じになる。
主機は斜置2気筒機械で、気筒の直径は53cm、行程は485mm。
ボイラーは汽車缶1基を装備し、
蒸気圧力は5kg/cm2だった
要目表の値は『横須賀海軍船廠史』、機関は『帝国海軍機関史』等によった。
その他の文献による要目は以下の通り。
- 『記録材料・海軍省報告書』:長さ131尺9996(40.000m)[8]、幅18尺5(5.606m)、深さ6尺9寸3(2.100m)、吃水3尺2(0.970m)、排水量109.25英トン[7]
- 『帝国海軍機関史』:長さ40m(21間5尺7寸2分)、幅5.61m(3間4寸7分8厘)、吃水前後共91cm(3尺6分2厘)。(『艦船総表及経歴書』による)[6]。
  - または排水量109.3英トン、長さ133 ft 3 in (40.61 m)、幅16 ft 6 in (5.03 m)(『廃艦機関沿革』による)[6]
- 『近世帝国海軍史要』:排水量109英トン[9]
- 『日本近世造船史 明治時代』:トン数109トン、長さ132 ft (40.23 m)、幅16 ft (4.88 m)、30馬力[10]。

## 艦歴
明治4年度工部省計画により横須賀造船所で建造された。
『横須賀海軍船廠史』によると1874年(明治7年)9月25日に竣工し、提督府附属とされた。
『日本近世造船史 明治時代』によると1874年(明治7年)12月に竣工した。
1875年(明治8年)8月5日、第二利根川船は提督府所轄とされ、
9月25日に艦籍に編入された。
10月27日、第二利根丸 (第二利根川丸) と改称、
11月17日練習船に定められた。
1878年(明治11年)4月12日、東海鎮守府所轄の第二利根丸は練習船に指定された
1880年(明治13年)1月20日繋泊練習船と定められたが、
翌1881年(明治14年)10月10日に除籍、
東京府の上田元善に12,540円で払い下げられ、同日引き渡された。